# زمین‌لرزه ۱۹۹۳ هوکایدو
زمین‌لرزه هوکایدو  در تاریخ ۱۲ ژوئیه ۱۹۹۳ میلادی، برابر با ‎۲۱ تیر ۱۳۷۲، ساعت ۱۳:۱۷:۱۱ به زمان یوتی‌سی در ژاپن، منطقه هوکایدو رخ داد. ژرفای این زلزله ۱۲ کیلومتر بود، و بزرگی آن ۷٫۷ در مقیاس Mw اعلام شده‌است. زمین‌لرزه به وقت محلی در روز دوشنبه، ساعت ۲۲ روی داده و منطقه زمانی آن یوتی‌سی +۹ بوده‌است .
سازمان زمین‌شناسی آمریکا نیز رومرکز این زمین‌لرزه را در مختصات ۴۲°۵۱′۰۴″شمالی ۱۳۹°۱۱′۴۹″شرقی / ۴۲٫۸۵۱°شمالی ۱۳۹٫۱۹۷°شرقی و ژرفای آن را در ۱۶ کیلومتر گزارش کرده‌است. بزرگی برگزیدهٔ این سازمان از میان بزرگی‌های محاسبه‌شدهٔ مختلف ۷٫۷ در مقیاس Mw بوده و از دید اثر، در میان چهار دسته‌بندی «نامحسوس»، «محسوس»، «زیان‌آور» یا «با تلفات»، زلزله را «با تلفات» اعلام کرده‌است.۵۴۰ ساختمان در زمین‌لرزه خراب شده‌است.رانش زمین در آن به وجود آمده‌است.سونامی نیز در این زلزله گزارش شده‌است.
پروژهٔ «تنسور گشتاور مرکزوار» زاویه‌های (راستا، شیب، ریک) گسل سازندهٔ زمین‌لرزه و صفحه عمود بر آن را (°۰، °۳۵، °۹۱) یا (°۱۷۹، °۵۵، °۹۰) و نوع گسل را «معکوس» فرارسانده‌است.
زمین‌لرزه هیچ کشته‌ای نداشته و شمار زخمیان ۳۲۳ نفر و بی‌خانمان شدگان ۱۶۲۰ نفر اعلام شده‌است.